# HD 188161
HD 188161，又名CP-58 7683，SAO 246348、HR 7586，是一颗恒星，视星等为6.53，位于銀經339.54，銀緯-31.31，其B1900.0坐标为赤經19h 48m 41.5s，赤緯-58° -31.31′ 16″。